# Дашенька та Лізонька
«Дашенька та Лізонька» — подвійний костюмований портрет двох дворових дівчат пана Львова Миколи Олександровича, який створив художник Боровиковський Володимир Лукич наприкінці 18 століття.

## Коротка доба сентименталізму
Сентименталізм як мистецька течія мав поширення в російській літературі наприкінці 18 — на початку 19 століть. Це була перехідна доба від  класицизму, міцно підтриманого царатом до ампіру. Сентименталізм не став могутнім стилем як класицизм і мав поширення лише в літературі та в театрі, драми якого були тісно пов'язані саме з літературою. В Російській імперії сентименталізм дуже мало зачепив також живопис. Ймовірно, найкращі твори в цьому напрямку створив художник Боровиковський, портретні композиції якого за короткий термін пройдуть декілька фаз, близьких то до бароко (в парадних портретах вельмож на повний зріст),  то до класицизму, сентименталізму і  новомодного ампіру (портрет Долгорукової).

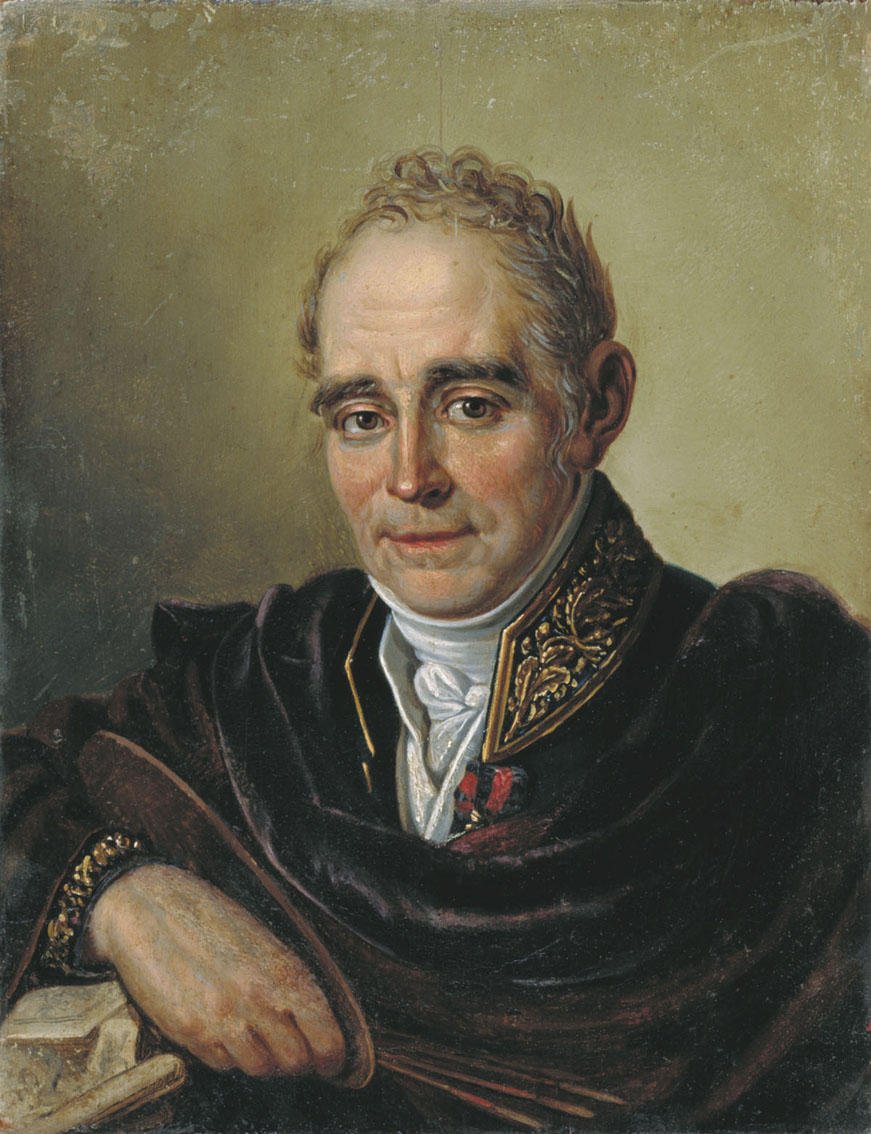
Бугаєвський-Благодатний І.В. «Портрет художника Боровиковського В.Л.», 1824 р. Калузький музей образотворчих мистецтв.
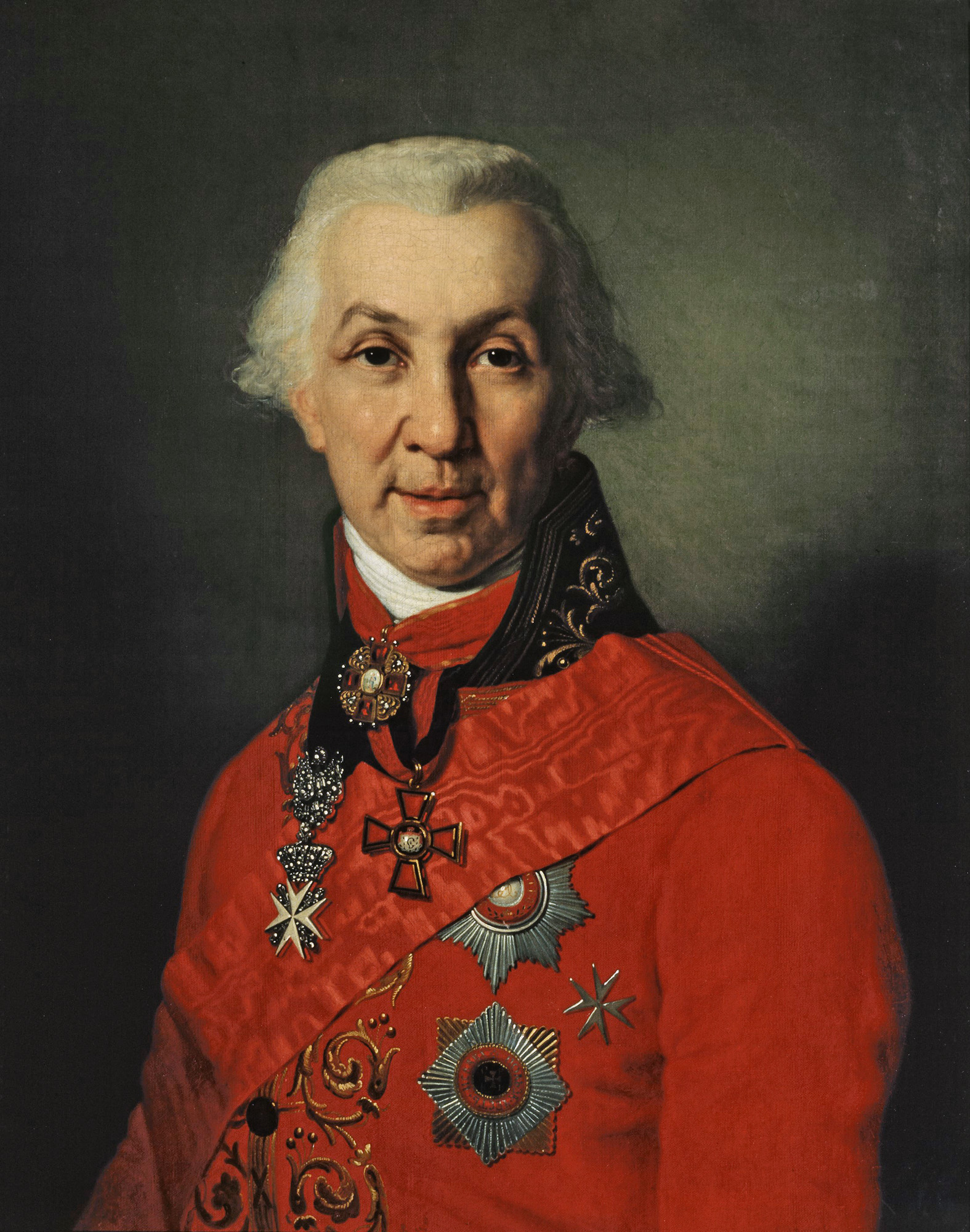
«Поет Державін Г.Р.»
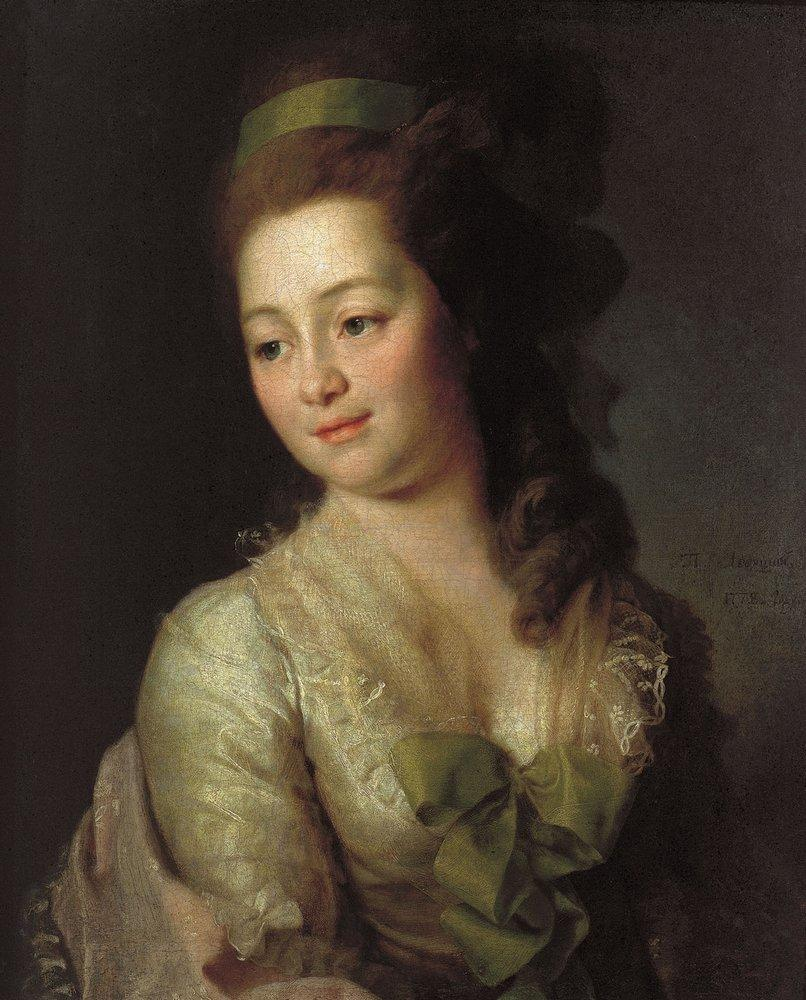
Левицький Дмитро Григорович «Дьякова Марія Олексіївна, дружина Львова».
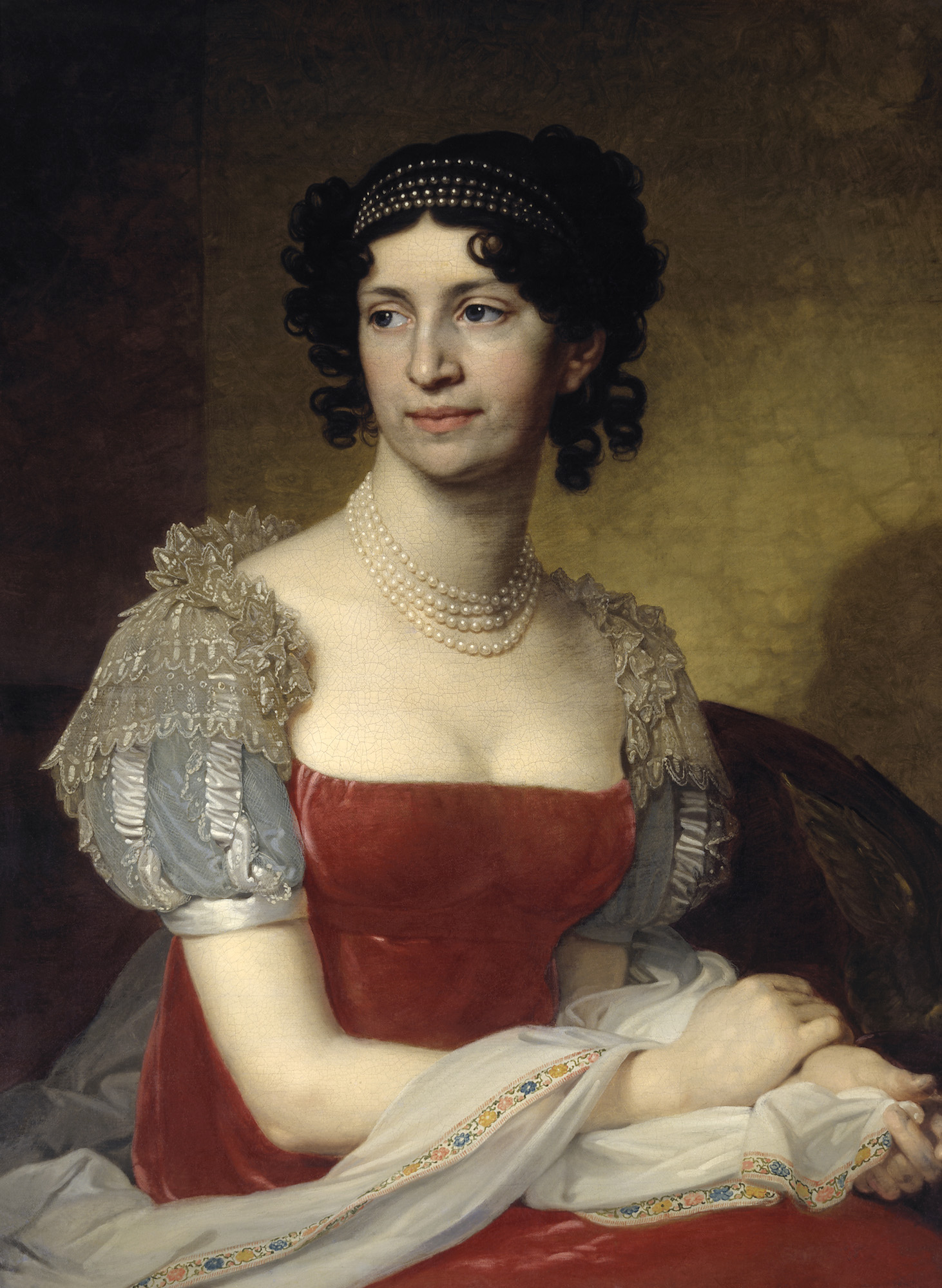
Боровиковський В.Л. «Портрет княгині М. Долгорукової», 1811 р., ампір

Царат посилив гніт на суспільство, цензура та доноси були повсякденним явищем. Навіть дворянство виказувало невдоволення і замикалось на садибному та родинному існуванні. В цих умовах і мав розквіт короткий в Росії сентименталізм — з його домашніми святами, невеликими родинними подіями, гостюваннями у сусідів-поміщиків, повільним дозвіллям в садибних бібліотеках, парках, садибних театрах з кріпаками акторами. Новий розквіт отримала любовна лірика, бо її не забороняла тодішня цензура.

### Дворові дівчата
Небагатий поміщик та архітектор Львов Микола Олександрович узяв у свою родину двох дівчаток-циганок дітьми. Дівчатка привабили приємною зовнішністю, були веселої вдачі. На тодішні смаки вони добре танцювали. Дівчатками опікувалась дружина архітектора. У звичні дні дівчат використовували як служниць. А на свята дружина архітектора, дворянка та актриса-аматорка, перевдягала служниць у панське вбрання і розважала гостей їх танцями.
Танці дівчат настільки сподобались, що поет Державін відгукнувся на них віршованими рядками, а художник Боровиковський (що мешкав в квартирі разом з родиною Львових) створив їх портрет.

### Костюмований подвійний портрет
На овальному портреті дві дівочі голівки. Але в характерах помітна різниця, як в розповсюджених тоді алегоріях Доброчинності та Насолоди. Доброчинність втілює чорнява Даша, а весела та рухлива Ліза — Насолоди. Вбрання дівчат нагадує вбрання дворянських дочок, звідси і декольте з гаптованою каймою, і бутафорські (ймовірно, театральні) прикраси. Волосся чорнявої Даші прикрасила діадема без візерунків. Вбрання Лізи — майже розкішне — пояс з бутафорським каменем, намисто з перлин, сережки. Даниною сентименталізму став вінок з живих троянд, як натяк на сільську простоту, потяг до природи, до життя по за містом. Даниною сентименталізму було й домашнє, занадто ласкаве найменування дівчат саме Лізонькою та Дашенькою, що стало історичним. Зазвичай портретованих аристократок офіційно так  не кличуть.
Дівчатка виявилися привітними та вдячними господарю. Дружина Львова померла раніше за чоловіка. А Львов занедужав і хворів дома. Клопотали біля нього Ліза та Даша. На руках білявої Лізи він і помер.